# PBAir

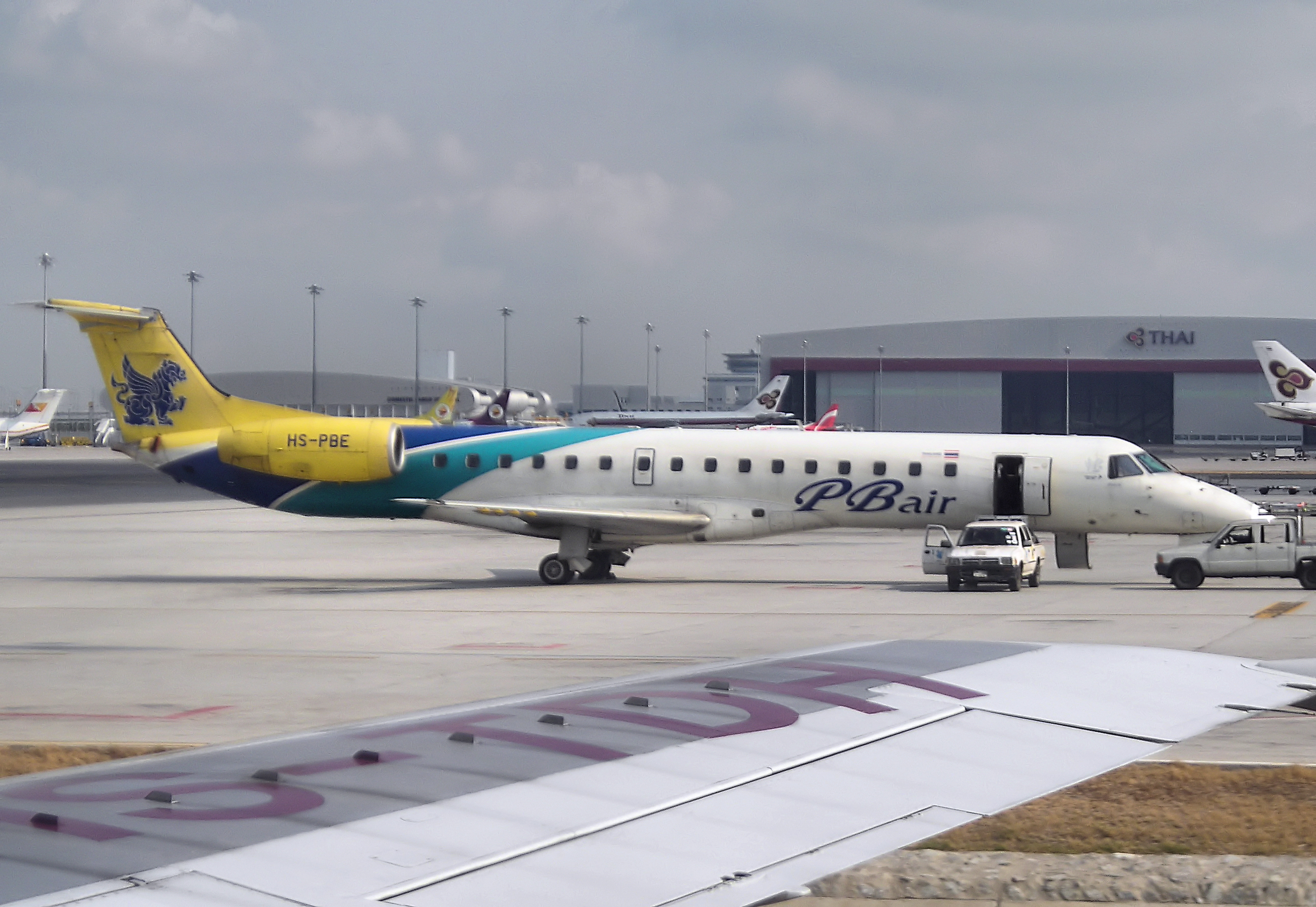
Embraer ERJ 145 tại Sân bay quốc tế Suvarnabhumi (HS-PBE)

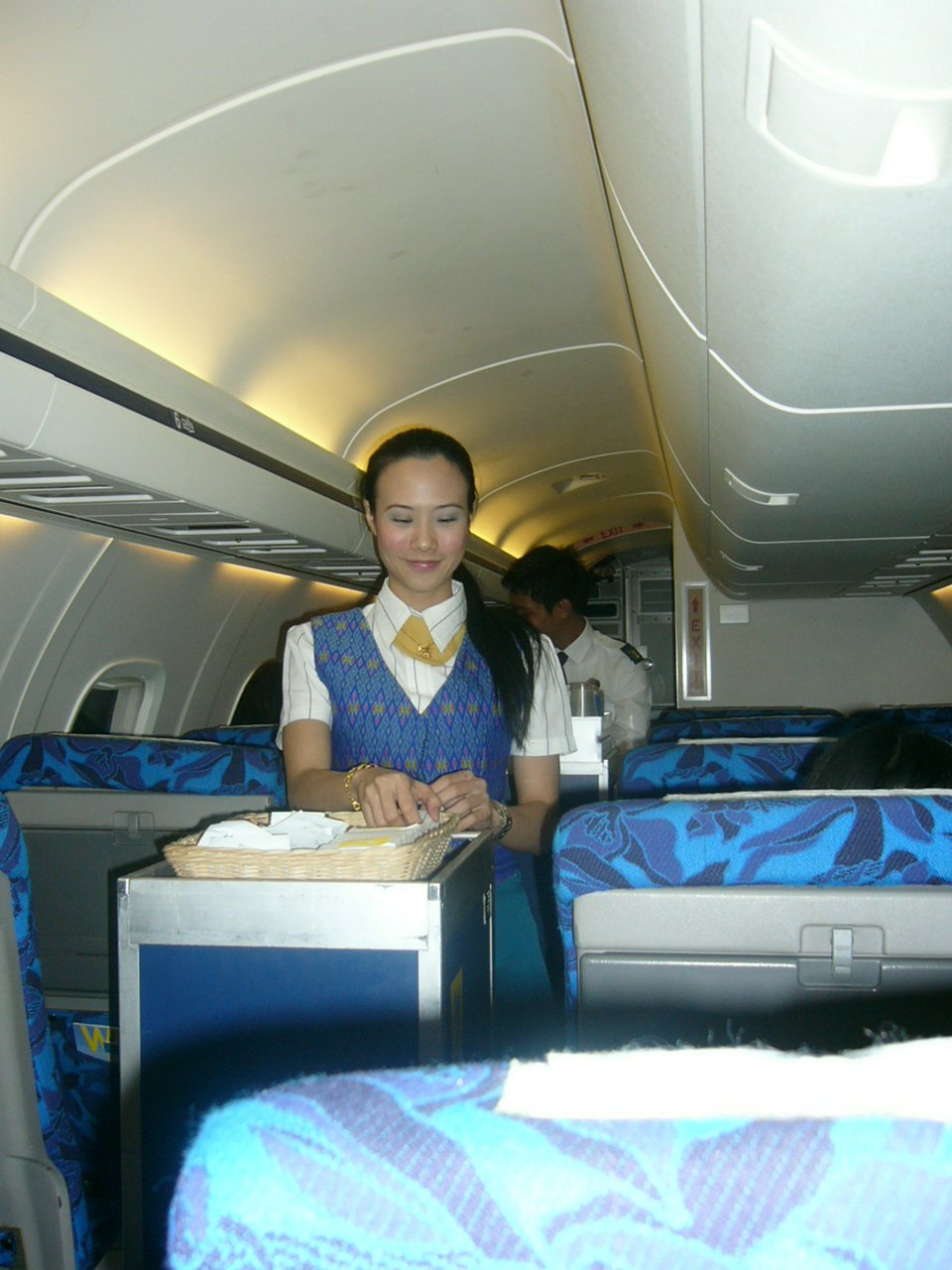
Tiếp viên trên một máy bay Embraer ERJ 145 LR

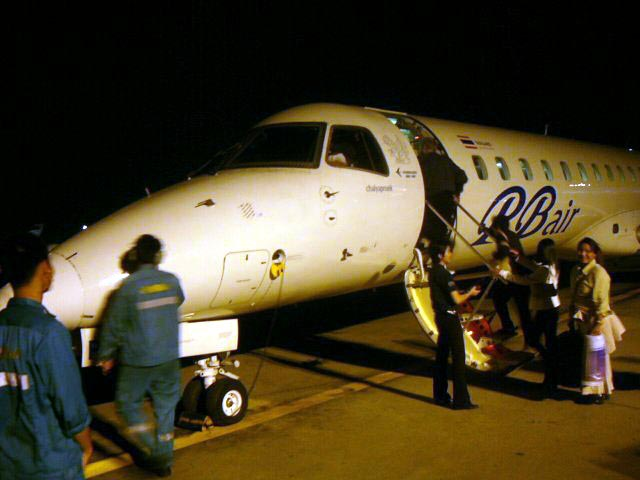
Boarding onto Embraer ERJ 145 LR in Sakon Nakhon

Luggage tags of PBair

PBAir là một hãng hàng không đóng tại Bangkok, Thái Lan. Hãng này cung cấp các chuyến bay theo lịch trình nội địa và quốc tế. Cơ sở hoạt động chính tại Sân bay quốc tế Bangkok, Bangkok.

## Dữ liệu Mã
- Mã IATA Code: 9Q
- Mã ICAO Code: PBA
- Callsign: PEEBEE AIR [2]

## Lịch sử
Haãg hàng không này được thành lập năm 1990 bởi TS. Piya BhiromBhakdi, chủ tịch của Boonrawd Brewery, hãng bia lớn nhất Thái Lan. Ban đầu hãng này chỉ cung cấp dịch vụ cho nhân viên của hãng bia này. Năm 1995 hãng đã nhận được giấy phép thực hiện các chuyến bay thuê bao và hãng đã bắt đầu hoạt động năm 1997. Tháng 2 năm 1999 hãng đã bắt đầu các chuyến bay theo lịch trình, liên minh với Thai Airways International và Air Andaman.

## Các điểm đến
PB Air cung cấp dịch vụ trên các tuyến sau:
- Các điểm đến theo lịch trình nội địa: Bangkok, Buriram, Lampang, Mae Hong Son, Nakhon Phanom, Nakhon Si Thammarat, Nan, Roi Et, Sakon Nakhon.
- Điểm đến quốc tế: Đà Nẵng (Việt Nam) Seoul (Hàn Quốc) (thuê bao).

## Đội tàu bay
Đến thời điểm tháng 3 năm 2007, đội tàu bay của PBAir bao gồm:
- 2 Embraer ERJ 145LR

### Các máy bay đã vận hành
- 1 Dornier 328
- 3 Fokker F28
- 1 Boeing 767-300